# Dudu Georgescu

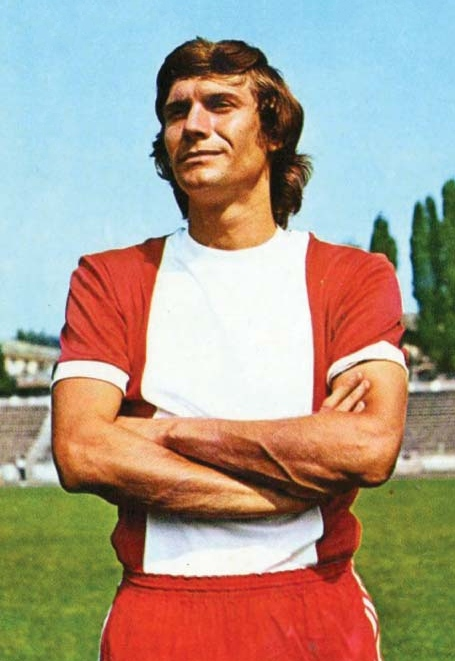
Dudu Georgescu under 1970-talet.

Dudu Georgescu, född 1 september 1950 i Bukarest, är en rumänsk tidigare professionell fotbollsspelare (anfallare) och fotbollstränare. Med Dinamo București gjorde han 207 mål på 260 ligamatcher, vilket är klubbrekord. Han tilldelades europeiska Guldskon 1975 och 1977.